# Баюда
18°20′00″ пн. ш. 32°45′00″ сх. д. / 18.33333333° пн. ш. 32.75° сх. д.
Баюда (англ. Bayuda Desert) — піщана пустеля, розташована на північ від сучасного міста Хартум, Судан, і на південь від Нубійської пустелі, разом із якою складають східну частину пустелі Сахара.
Північна та північно-західна частини — гористі, решта пустелі — рівнинна.
У центрі пустелі є однойменна оаза, Баюда, розташована за 50 км на північний захід від Нілу.